# Тюлюш, Радик Викторович
Радик Викторович Тюлюш (род. 25 июня 1974, Солчур, Тувинская АССР) — Народный хоомейжи Республики Тыва (2022), певец, композитор, солист группы «Хуун-Хуур-Ту». Заслуженный артист Республики Тыва (2009).

## Биография
Родился 25 июня 1974 года в селе Солчур Овюрского района Тувинской АССР. Он является одним из организаторов группы «Уер», создал её с помощью Тулуш Буян-Маадыра Ирбен-ооловича, Сарыг-оол Чингиз Николаевича, Ондар Буян Марат-ооловича, до сих пор играет в группе, с которой выпущены 4 альбома. Окончив школу, поступил в медицинское училище, окончил по специальности фельдшер, начал работать по специальности.В 1995 году поступил на отделение тувинских национальных инструментов Кызылского училища искусств. За годы учёбы освоил разные стили хоомея и игру на национальных инструментах. С 2000 года работал в фольклорных группах «Тыва» и «Олчей». Потом был приглашён в панк-фолк-рок группу «Ят-Ха». Гастролировал с группой, параллельно работав директором, музыкантом Национального оркестра. Он окончил Восточно-Сибирскую государственную академию культуры и искусств в Улан-Удэ, учился в институте музыки. Работал преподавателем по классу игил в Республиканской школе искусств.
В 2006 году был приглашён в группу «Хун-Хурту». В 2005 году в Англии совместно с этномузыковедом Кембриджского университета Caroie Pegg выпустил первый сольный аудиодиск «Tuva: Spirits of Iand». Второй альбом — «Чалама» (2013). В нём собраны как композиции собственного сочинения, так и традиционные тувинские песни.
В 2025 году исполнил вокальную партию для сезонного саундтрека League of Legends - His name is Sahn-Uzal.

## Награды и звания
- премия «The BBC Radio 3 Award for World Music»[1]
- лауреат конкурса горлового пения, посвящённого 75-летнему юбилею Народного хоомейжи РТ Маржымала Ондара (2003)[1]
- обладатель специального приза жюри конкурса-фестиваля «Саянское кольцо» (2005)[1]
- Заслуженный артист Республики Тыва (31 декабря 2009 года) — за заслуги в развитии тувинского музыкального фольклора[5]
- Народный хоомейжи Республики Тыва (2022)
- Медаль «За заслуги перед Республикой Тыва» — «Тыва Республиканын Мурнунга Ачы-Хавыяазы Дээш» (28 июня 2024 года) — за заслуги в развитии тувинского музыкального фольклора, высокие творческие достижения[6]
- Благодарность Президента Российской Федерации (29 мая 2025 года) — за  заслуги в области культуры и искусства, многолетнюю плодотворную деятельность[7]